# Verkehrszeichenerkennung

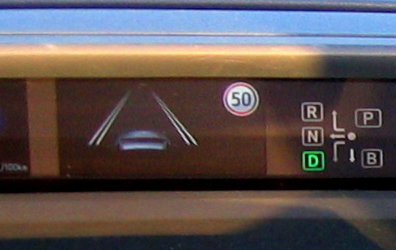
Verkehrszeichenerkennung (hier
in einem Toyota Prius IV, 2016)

Eine Verkehrszeichenerkennung ist eine Art von Fahrerassistenzsystem, das mit Hilfe einer in der Regel im Bereich des Innenrückspiegels eines Automobils angebrachten, nach vorne gerichteten Videokamera und unter Einsatz von Verfahren der Bilderkennung Verkehrszeichen an der vom Fahrzeug befahrenen Straße identifizieren und auf einem Bildschirm-Instrument oder einem Head-Up-Display im Fahrzeug anzeigen kann. Auch eine Koppelung mit einer Intelligent-Speed-Adaption zur automatischen Regelung der Fahrzeuggeschwindigkeit ist möglich. Es sind ebenfalls Systeme verfügbar, die auf Basis eines Smartphones arbeiten und erkannte Verkehrszeichen zusätzlich in der Cloud speichern.
Es war erstmalig im Jahr 2008 unter anderem bei Vauxhall im Insignia erhältlich. Ab 2024 ist sie in der EU für Neufahrzeuge vorgeschrieben, bei manchen Fahrzeugen ist eine nachträgliche Freischaltung möglich.

## Funktionsweise
Während der Fahrt sucht das System permanent nach Gegenständen, die bezüglich ihrer äußeren Form Verkehrszeichen sein könnten. Diese werden dann von der Videokamera verfolgt, bis sie nahe genug sind, um von der Software identifiziert werden zu können (30 Bilder pro Sekunde, 2008). Der Rechner gibt dann die Informationen an den Fahrer weiter über optische, akustische oder haptische Signale. 
Bei manchen Systemen ist es außerdem möglich, sie so zu schalten, dass die maximale Geschwindigkeit gehalten wird und nur durch einen Kickdown überschritten werden kann.
Eine zuverlässige Erkennung war bei Autobahn-Geschwindigkeiten (von etwa 160 km/h) 2022 noch nicht immer gegeben. 2017 handhabten die Fahrzeughersteller die Autonomie des Fahrers unterschiedlich.

## Weiterführende Literatur
- FU, Meng-Yin; HUANG, Yuan-Shui: A survey of traffic sign recognition. In: Wavelet Analysis and Pattern Recognition (ICWAPR). IEEE, 2010, S. 119–124, doi:10.1109/ICWAPR.2010.5576425.
- GUDIGAR, Anjan; CHOKKADI, Shreesha; RAGHAVENDRA, U: A review on automatic detection and recognition of traffic sign. In: Multimedia Tools and Applications. Nr. 75. Springer, 2016, S. 333–364, doi:10.1007/s11042-014-2293-7.